# Gedokarnil
Gedokarnil – organiczny związek chemiczny, pochodna β-karboliny o działaniu przeciwlękowym.
Mimo obecności w klasyfikacji anatomiczno-terapeutyczno-chemicznej (ATC) Światowej Organizacji Zdrowia, nigdy nie został wprowadzony do sprzedaży.